# Milenge (Sambia)
Milenge ist ein Ort in der Provinz Luapula in Sambia. Er liegt rund 1150 Meter über dem Meeresspiegel und hat rund 4000 Einwohner. In ihm hat die Verwaltung des gleichnamigen Distrikts ihren Sitz. Der Ort liegt am Fluss Luapula.